# Des Geneys (fregata)
La Des Geneys è stata una fregata a vela della Regia Marina, già della Marina del Regno di Sardegna.

## Storia

### Dai primi anni alla prima guerra d'indipendenza
Costruita tra il 1826 ed il 1828 nei cantieri genovesi della Foce su progetto di  Giacomo Biga (che morì prima del varo), la nave, il cui nome era originariamente Altacomba (dal nome dell'abbazia prediletta del re di Sardegna), fu una delle prime fregate della Marina del Regno di Sardegna. Lo scafo era in legno, con la carena ricoperta di rame; l'unità aveva tre alberi a vele quadre e bompresso (armamento velico a nave) ed era armata con 48 bocche da fuoco, tutte a canna liscia (24 cannoni ad avancarica da 24 libbre, quattro da 60 libbre e venti carronate da 80 libbre), poi ridotte a 36 cannoni pesanti da 80 libbre.
Il 27 luglio 1831 il nome di Altacomba venne mutato, per ordine di re Carlo Alberto, in quello di Des Geneys, in onore dell'ammiraglio Giorgio Des Geneys, comandante della Marina sardo-piemontese.
Il 3 febbraio 1834 Giuseppe Garibaldi s'imbarcò sulla nave come marinaio semplice con il nome fittizio “Cleombroto”, per cercare di sollevare gli equipaggi contro i Savoia. Il fallimento dell’insurrezione obbligò il patriota, condannato a morte in contumacia, a fuggire prima in Francia, quindi ad Odessa e da lì in Brasile.
Il 25 febbraio dello stesso anno la fregata venne inviata nell'America meridionale, dove, giunta a Rio de Janeiro, visitò le comunità italiane colà formatesi. La Des Geneys fu così la prima nave sarda ad attraversare l'Atlantico.
Il 5 febbraio 1842 la fregata, con a bordo l'ammiraglio Giorgio Mameli, approdò a Montevideo, dov'era stata inviata di stazione a protezione delle locali comunità italiane dai disordini in corso. La nave avrebbe dovuto raggiungere Buenos Aires, ma era ritenuta troppo grande per risalire il Río de la Plata; ciononostante l'ammiraglio Mameli volle tentare di risalire il fiume e vi riuscì, ormeggiandosi, il 13 febbraio, a sei miglia dalla città argentina (nessuna nave di quel tonnellaggio aveva mai tentato di risalire il rio della Plata). L'utilità pratica, in tempo di pace, della presenza di una fregata si dimostrò però piuttosto scarsa, tanto che la nave ripartì dopo poco più di un mese.
Aggregata alla squadra del contrammiraglio Giuseppe Albini, che operò in Adriatico nel corso della prima guerra d'indipendenza, la Des Geneys salpò dalle basi liguri il 26 aprile 1848, insieme alle fregate San Michele, nave ammiraglia di Albini, e Beroldo, al brigantino Daino ed alla goletta Staffetta (un secondo scaglione, composto dalle corvette Aquila ed Aurora e dalle pirocorvette Tripoli e Malfatano, partì qualche giorno più tardi). Si trattò della prima occasione in cui navi sarde issarono la bandiera tricolore poi destinata diventare quella italiana. Dopo aver circumnavigato la penisola italiana con tempo sfavorevole ed aver fatto tappa ad Ancona il 20 maggio, la squadra sarda giunse a Venezia il 22 maggio 1848, aggiungendosi ad un'altra formazione navale del Regno delle Due Sicilie, già giunta nella città veneta, e ad una piccola flottiglia veneta: le tre squadre unite erano più potenti di quella austroungarica e questo destò grande entusiasmo, unitamente al fatto che il contrammiraglio Albini aveva ricevuto ordine di attaccare e distruggere eventuali navi nemiche. Ad assumere il comando congiunto delle operazioni fu lo stesso Albini.
Lo stesso 22 maggio 1848 la squadra sardo-veneto-napoletana avvistò al largo di Sacca di Piave una divisione austroungarica di minore forza. Essendo venuto meno il vento, Albini, disponendo solo di navi a vela, convinse il commodoro Raffaele De Cosa, comandante la squadra borbonica, per non perdere la superiorità numerica, a far prendere a rimorchio le unità piemontesi dalle pirofregate borboniche, ma il tutto venne eseguito in maniera talmente confusa che quattro piroscafi austroungarici fecero in tempo a raggiungere le navi della propria divisione ed a rimorchiarle sino a Muggia, le cui batterie costiere avevano a quel punto impedito ogni intervento della squadra sardo-napoletana. A quel punto la Des Geneys e le altre navi sarde si misero alla fonda nella laguna di Sacca di Piave.
Dal 7 giugno al 14 agosto la fregata, insieme alle altre navi sardo-piemontesi e ad alcune unità venete (la squadra borbonica era già stata fatta rientrare per via delle rivolte scoppiate in Sicilia), stazionò al largo di Trieste nell'ambito del blocco navale imposto alla città, importante porto civile e militare austro-ungarico. Tale blocco rimase però sulla carta, dato che la squadra sardo-veneta, giunta davanti a Trieste già il 23 maggio, aveva ricevuto diversi consoli delle nazioni della Confederazione tedesca, i quali affermarono che qualunque atto di guerra contro Trieste sarebbe stato considerato anche contro i loro stati. La squadra italiana rimase pertanto inattiva, e non reagì nemmeno quando, il 6 giugno, la San Michele venne colpita di rimbalzo da una palla sparata per provocazione da una fregata austroungarica. Nonostante la formale proclamazione del blocco, avvenuta l'11 giugno, diverse navi nemiche con carichi militari riuscirono ad entrare ed uscire da Trieste senza incontrare ostacoli. Le navi sarde rientrarono a Venezia in agosto e ricevettero l'ordine di ritrasportare in Piemonte via mare il corpo di spedizione sardo-piemontese del generale La Marmora, costituito da circa 2.000 uomini. In agosto si recò a bordo della Des Geneys ormeggiata ad Ancona, tra l'altro, il poeta e patriota Goffredo Mameli, figlio di Giorgio, comandante della nave, che cercò inutilmente di convincere il genitore a disubbidire agli ordini ed attaccare la flotta austroungarica”. Tornate ad Ancona il 9 settembre, negli ultimi giorni di ottobre le navi effettuarono una breve puntata su Venezia, per poi tornare rapidamente nel porto marchigiano. Il 22 dicembre 1848, in seguito all'armistizio tra Regno di Sardegna ed Impero austro-ungarico, la Des Geneys (come le altre navi) fece ritorno ad Ancona, dove rimase fino all'aprile del 1849. Il 1 marzo 1849 Mameli venne sostituito nel comando del capitano di vascello Filippo Augusto Corporandi d'Auvare, e nell'aprile-maggio, in seguito alla nuova e definitiva sconfitta piemontese di Novara, la fregata venne inviata a Venezia, dove imbarcò le truppe sardo-piemontesi che abbandonavano la Lombardia, e rientrò quindi in Liguria.

### Dalla guerra di Crimea agli ultimi anni
Nel 1854 l'anziana Des Geneys, superata dall'introduzione delle pirofregate, venne convertita in nave trasporto, con l'armamento ridotto a soli otto pezzi d'artiglieria (6 cannoni lisci ad avancarica da 80 libbre e due cannoni-obici lisci da 20 libbre). Anche l'equipaggio subì un consistente ridimensionamento, scendendo a 156 unità dalle precedenti 430.
Nel 1855-1856, nel corso della guerra di Crimea, la Des Geneys fece parte della Divisione Navale sarda inviata in Crimea (forte complessivamente di 23 navi di vario tipo, 126 pezzi d’artiglieria e 2574 uomini) e partecipò alle operazioni di tale conflitto.
Nel 1859 la nave subì nuove modifiche all'armamento, ulteriormente ridimensionato a quattro cannoni-obici lisci da 20 libbre.
Il 17 marzo 1861, con la nascita della Regia Marina, la Des Geneys venne iscritta nei ruoli della nuova Marina. Dopo un approfondito lavoro di modifica nei cantieri della Foce (1862), ebbe impiego anche come nave ospedale.
Dislocata in Sudamerica, la vecchia unità venne utilizzata come deposito per le navi italiane stazionarie nell'America Latina. Non tornò mai più in Italia: radiata nel 1869, venne venduta per la demolizione in America meridionale.